# Jan Piłsudski

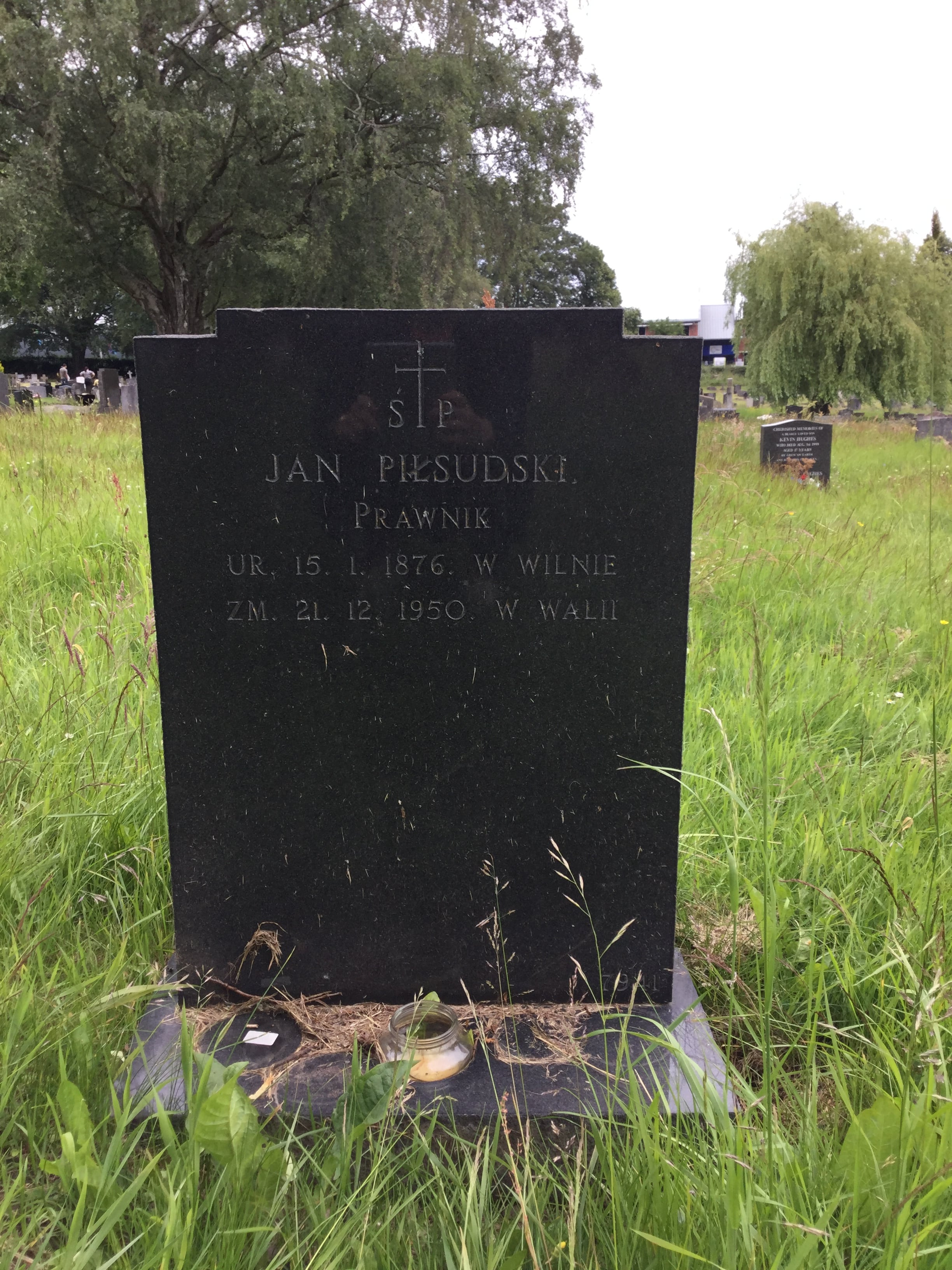
Grób Jana Piłsudskiego na cmentarzu w Wrexham

Jan Piłsudski (ur. 15 stycznia 1876 w Wilnie, zm. 21 grudnia 1950 w Penley) – polski prawnik, społecznik, działacz państwowy II Rzeczypospolitej, wolnomularz. Brat Józefa Piłsudskiego.

## Życiorys

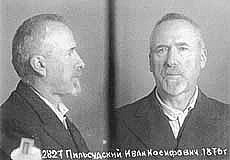
Jan Piłsudski – zdjęcie NKWD z 1940

Urodził się w rodzinie Józefa Wincentego i Marii z Billewiczów, był bratem Adama, Bronisława, Kazimierza i Józefa. Naukę pobierał w I Gimnazjum w Wilnie, a potem przeniósł się do Lipawy, gdzie uzyskał maturę. Studiował na Uniwersytecie Moskiewskim z którego został usunięty za udział w polskiej organizacji studenckiej. Studiował prawo na uniwersytecie w Kazaniu. W 1918 członek Tymczasowej Komisji Rządzącej w Wilnie. W latach 1919–1920 urzędnik w Ministerstwie Pracy i Opieki Społecznej w Warszawie. Od 1920 sędzia Sądu Okręgowego w Wilnie, następnie sędzia Sądu Apelacyjnego.
Członek Zjednoczenia Państwowego na Kresach w 1922 roku. W 1922 poseł na Sejm Litwy Środkowej. W latach 1928–1931 poseł na Sejm z listy BBWR. W marcu 1930, po dymisji piątego rządu Kazimierza Bartla desygnowany na funkcję premiera, z której zrezygnował 29 marca, a na jego miejsce został wyznaczony Walery Sławek. W latach 1930–1931 wicemarszałek Sejmu. Od 27 maja 1931 do 6 września 1932 minister skarbu w rządzie Aleksandra Prystora, w latach 1932–1937 wiceprezes Banku Polskiego. Członek władz Towarzystwa Rozwoju Ziem Wschodnich, założyciel Unii Narodowo-Państwowej w 1922 roku.
Po agresji ZSRR na Polskę 17 września 1939 aresztowany w Wilnie przez NKWD, wywieziony na moskiewską Łubiankę. Uwolniony w wyniku układu Sikorski-Majski latem 1941, ewakuowany z ZSRR. Od 1941 na emigracji w Wielkiej Brytanii, gdzie zmarł 21 grudnia 1950 w szpitalu polskim w Penley na zawał serca spowodowany miażdżycą. Pochowany na cmentarzu w Wrexham (sekcja C, grób nr 7941).

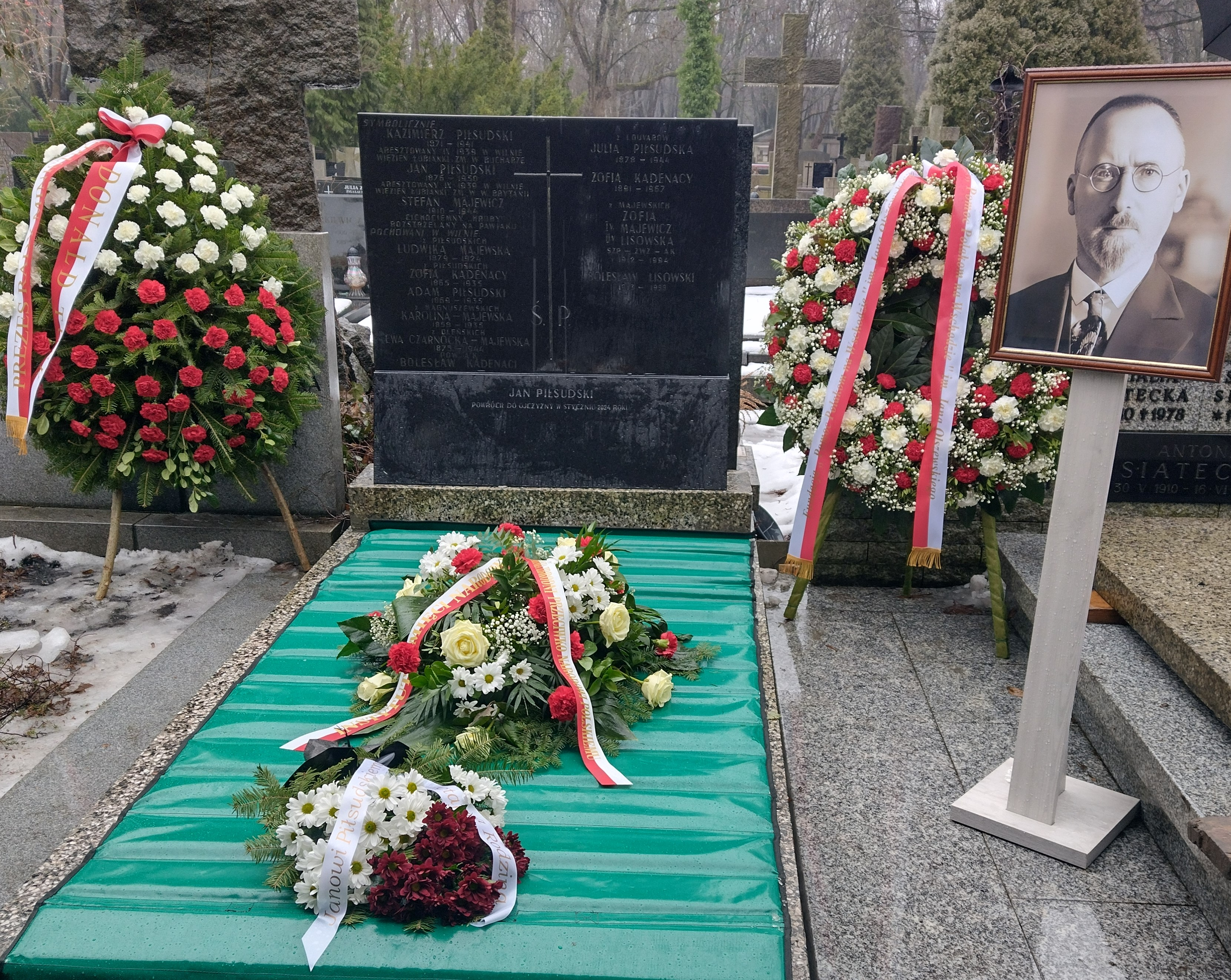
Grób Jana Piłsudskiego na cmentarzu powązkowskim w Warszawie (2024)

W 2024 r. jego doczesne szczątki zostały sprowadzone do Polski, a następnie pochowane w grobie rodzinnym na cmentarzu Powązkowskim w Warszawie (kwatera 143-6-21).

## Ordery i odznaczenia
- Wielka Wstęga Orderu Odrodzenia Polski (7 września 1937)[12][13]
- Krzyż Komandorski Orderu Odrodzenia Polski (30 kwietnia 1927)[14][15][16]
- Krzyż Niepodległości[15]

## Genealogia
| Praprapradziadkowie | Roch Mikołaj Piłsudski (1683–1711) ∞ Małgorzata Pancerzyńska         | książę Piotr Puzyna ∞ NN                                             | Billewicz ∞ NN                                                       | książę Połubiński ∞ NN                                               | Andrzej hr. Butler ∞ Z.Kościółkowska                                    | NN ∞ NN                                                                 | Billewicz ∞ NN                                                          | NN ∞ NN                                                                 | Tadeusz Billewicz (zm. 1788) ∞ NN                                  | NN ∞ NN                                                            | Kownacki ∞ NN                                                      | NN ∞ NN                                                            | Wiktor Michałowski ∞ NN                                             | Taraszkiewicz ∞ NN                                                  | hrabia Butler ∞ NN                                                 | Billewicz ∞ NN                                                     |
| Prapradziadkowie    | Kazimierz Ludwik Piłsudski ∞ Rozalia ks. Puzynianka                  | Kazimierz Ludwik Piłsudski ∞ Rozalia ks. Puzynianka                  | Walerian Billewicz ∞ księżniczka Połubińska                          | Walerian Billewicz ∞ księżniczka Połubińska                          | Ignacy Butler ∞ E.Kurszewska                                            | Ignacy Butler ∞ E.Kurszewska                                            | Billewicz ∞ NN                                                          | Billewicz ∞ NN                                                          | Adam Billewicz ∞ NN                                                | Adam Billewicz ∞ NN                                                | Kownacki ∞ NN                                                      | Kownacki ∞ NN                                                      | Joachim Michałowski (1744–1831) ∞ Ludwika Taraszkiewicz (1784–1838) | Joachim Michałowski (1744–1831) ∞ Ludwika Taraszkiewicz (1784–1838) | Wincenty Butler (zm. 1843) ∞ Małgorzata Billewicz                  | Wincenty Butler (zm. 1843) ∞ Małgorzata Billewicz                  |
| Pradziadkowie       | Kazimierz Piłsudski (ok. 1750–ok. 1820) ∞ Anna Billewicz (1761–1867) | Kazimierz Piłsudski (ok. 1750–ok. 1820) ∞ Anna Billewicz (1761–1867) | Kazimierz Piłsudski (ok. 1750–ok. 1820) ∞ Anna Billewicz (1761–1867) | Kazimierz Piłsudski (ok. 1750–ok. 1820) ∞ Anna Billewicz (1761–1867) | Wincenty Butler (ok. 1771 – zm. 1843) ∞ Małgorzata Billewicz (zm. 1861) | Wincenty Butler (ok. 1771 – zm. 1843) ∞ Małgorzata Billewicz (zm. 1861) | Wincenty Butler (ok. 1771 – zm. 1843) ∞ Małgorzata Billewicz (zm. 1861) | Wincenty Butler (ok. 1771 – zm. 1843) ∞ Małgorzata Billewicz (zm. 1861) | Kacper Wincenty Billewicz ∞ Kownacka                               | Kacper Wincenty Billewicz ∞ Kownacka                               | Kacper Wincenty Billewicz ∞ Kownacka                               | Kacper Wincenty Billewicz ∞ Kownacka                               | Wojciech Michałowski ∞ Elżbieta Butler (zm. 1894)                   | Wojciech Michałowski ∞ Elżbieta Butler (zm. 1894)                   | Wojciech Michałowski ∞ Elżbieta Butler (zm. 1894)                  | Wojciech Michałowski ∞ Elżbieta Butler (zm. 1894)                  |
| Dziadkowie          | Piotr Piłsudski (1795–1851) ∞1832 Teodora Urszula Butler (1811–1886) | Piotr Piłsudski (1795–1851) ∞1832 Teodora Urszula Butler (1811–1886) | Piotr Piłsudski (1795–1851) ∞1832 Teodora Urszula Butler (1811–1886) | Piotr Piłsudski (1795–1851) ∞1832 Teodora Urszula Butler (1811–1886) | Piotr Piłsudski (1795–1851) ∞1832 Teodora Urszula Butler (1811–1886)    | Piotr Piłsudski (1795–1851) ∞1832 Teodora Urszula Butler (1811–1886)    | Piotr Piłsudski (1795–1851) ∞1832 Teodora Urszula Butler (1811–1886)    | Piotr Piłsudski (1795–1851) ∞1832 Teodora Urszula Butler (1811–1886)    | Antoni Billewicz ∞ Helena Michałowska                              | Antoni Billewicz ∞ Helena Michałowska                              | Antoni Billewicz ∞ Helena Michałowska                              | Antoni Billewicz ∞ Helena Michałowska                              | Antoni Billewicz ∞ Helena Michałowska                               | Antoni Billewicz ∞ Helena Michałowska                               | Antoni Billewicz ∞ Helena Michałowska                              | Antoni Billewicz ∞ Helena Michałowska                              |
| Rodzice             | Józef Wincenty Piłsudski (1833–1902) ∞ Maria Billewicz (1842–1884)   | Józef Wincenty Piłsudski (1833–1902) ∞ Maria Billewicz (1842–1884)   | Józef Wincenty Piłsudski (1833–1902) ∞ Maria Billewicz (1842–1884)   | Józef Wincenty Piłsudski (1833–1902) ∞ Maria Billewicz (1842–1884)   | Józef Wincenty Piłsudski (1833–1902) ∞ Maria Billewicz (1842–1884)      | Józef Wincenty Piłsudski (1833–1902) ∞ Maria Billewicz (1842–1884)      | Józef Wincenty Piłsudski (1833–1902) ∞ Maria Billewicz (1842–1884)      | Józef Wincenty Piłsudski (1833–1902) ∞ Maria Billewicz (1842–1884)      | Józef Wincenty Piłsudski (1833–1902) ∞ Maria Billewicz (1842–1884) | Józef Wincenty Piłsudski (1833–1902) ∞ Maria Billewicz (1842–1884) | Józef Wincenty Piłsudski (1833–1902) ∞ Maria Billewicz (1842–1884) | Józef Wincenty Piłsudski (1833–1902) ∞ Maria Billewicz (1842–1884) | Józef Wincenty Piłsudski (1833–1902) ∞ Maria Billewicz (1842–1884)  | Józef Wincenty Piłsudski (1833–1902) ∞ Maria Billewicz (1842–1884)  | Józef Wincenty Piłsudski (1833–1902) ∞ Maria Billewicz (1842–1884) | Józef Wincenty Piłsudski (1833–1902) ∞ Maria Billewicz (1842–1884) |
|                     | Jan Piłsudski (1876–1950)                                            |                                                                      |                                                                      |                                                                      |                                                                         |                                                                         |                                                                         |                                                                         |                                                                    |                                                                    |                                                                    |                                                                    |                                                                     |                                                                     |                                                                    |                                                                    |